# 鹿野川ダム
鹿野川ダム（かのがわダム）は、愛媛県大洲市、肱川水系肱川に建設されたダム。高さ61メートルの重力式コンクリートダムで、洪水調節・発電を目的とする、国土交通省直轄の多目的ダムである。ダム湖（人造湖）の名は鹿野川湖（かのがわこ）という。

## 歴史

### 建設
愛媛県南部、約100キロメートルにわたって流れる肱川は、数百本もの支流を持ち、流域面積が約1,200平方キロメートルに達する、愛媛県内最大の河川である。下流は大洲市の市街地が広がりを見せているが、川幅の狭い区間が存在するため水害に悩まされてきた。建設省（当時）は1953年（昭和28年）10月、肱川の治水・利水を目的とした「肱川総合開発事業」の一環として鹿野川ダムの建設に着手した。
鹿野川ダムは肱川の河口から約35キロメートル上流にさかのぼった場所に位置する。計画洪水流量を大洲地点で4,250立方メートル毎秒、ダム地点で2,750立方メートル毎秒に設定。これをダムで洪水調節することで、大洲地点の流量を750立方メートル毎秒減少させる。合わせて愛媛県営のダム式水力発電所を併設し、最大1万400キロワットの電力を発生、年間では5,612万1,000キロワット時の電力量を発生させる。
工事は1956年（昭和31年）6月に着工。地質不良により基礎掘削量の増加を余儀なくされ、さらに1958年（昭和33年）12月の中間湛水時には湖畔の大地・栗ノ木・坂石の3地区で地すべりの発生が確認された。ダムは1959年（昭和34年）3月に完成し、地すべりも翌4月には沈静化した。地すべり対策工事を終え、同年11月にダム水位を常時満水位まで上昇。地すべりの兆候は見られなかったものの、発電所付近で漏水が確認されたため、急きょ止水グラウト工事を実施した。1960年（昭和35年）2月1日、ダムの管理を建設省から愛媛県へと移管。同年6月に全事業を完了した。

### 再開発
鹿野川ダムの完成により水害の頻度は減少したが、1970年（昭和45年）8月の台風10号、1982年（昭和57年）8月の台風13号、1995年（平成7年）の平成7年梅雨前線豪雨、2004年（平成16年）の台風18号と、依然として肱川流域では水害に見舞われている。2018年の集中豪雨（平成30年7月豪雨）では上流域平均総雨量367.4ミリを観測し、鹿野川ダムでは流入量3,800立方メートル毎秒、放流量が3,742立方メートル毎秒と過去最大を記録。肱川橋での河川水位は過去最高の8.11メートルまで上昇した。大洲市内では約2800戸が浸水し、4人が死亡。鹿野川ダム直下の県営肱川発電所も浸水し、倉庫で保管していた有害物質のポリ塩化ビフェニル (PCB) を含んだ廃棄物の一部が所在不明となった。県は謝罪し情報提供を呼びかけるとともに、低濃度かつ少量のため影響は少ないと説明した。
1996年（平成8年）には中小規模の洪水に対応できるようダム操作規則を改定したが、大規模な洪水で被害が生じると、マスメディアは規則の改定が裏目に出たと批判した。2004年の台風16号では洪水が収まりつつあった中で放流ゲートを閉めていったところ、水が放流ゲートの上部を越えて流出するという弱点も露呈。地元住民からは厳しい目が向けられている。
上流では野村ダムが建設されたほか、支流・河辺川では山鳥坂ダムが建設中である。さらに、鹿野川ダム自体も再開発が実施されることとなった。ダム右岸側にトンネル式の放流設備を増設するとともに、貯水池配分の見直し、湖底の堆砂の除去、選択取水設備の設置による冷水・濁水対策、曝気循環施設の設置による水質悪化（アオコ）対策といった事業が進められている。大洲地点での目標流量は5,000立方メートル毎秒であるが、これらの諸対策によって最終的には3,900立方メートル毎秒に抑制できる見通しである。再開発実施に伴い、鹿野川ダムの管理は2006年（平成18年）度から愛媛県から再び国土交通省へと移管。2019年（平成31年）3月12日、住民など300人が見守る中、新しい放流設備の試験放流を実施。同年（令和元年）6月9日、肱川風の博物館で鹿野川ダム再開発全事業完成式が催された。これに先立ち、鹿野川・野村両ダムの操作規則が同年6月6日付けで改訂されている。なお、2018年の水害で被災した肱川発電所については2023年1月の運転再開を目指して復旧工事が進められている。まず崩壊した進入路の復旧から着手し、建物の建て替え工事および水車発電機の更新を行う計画である。

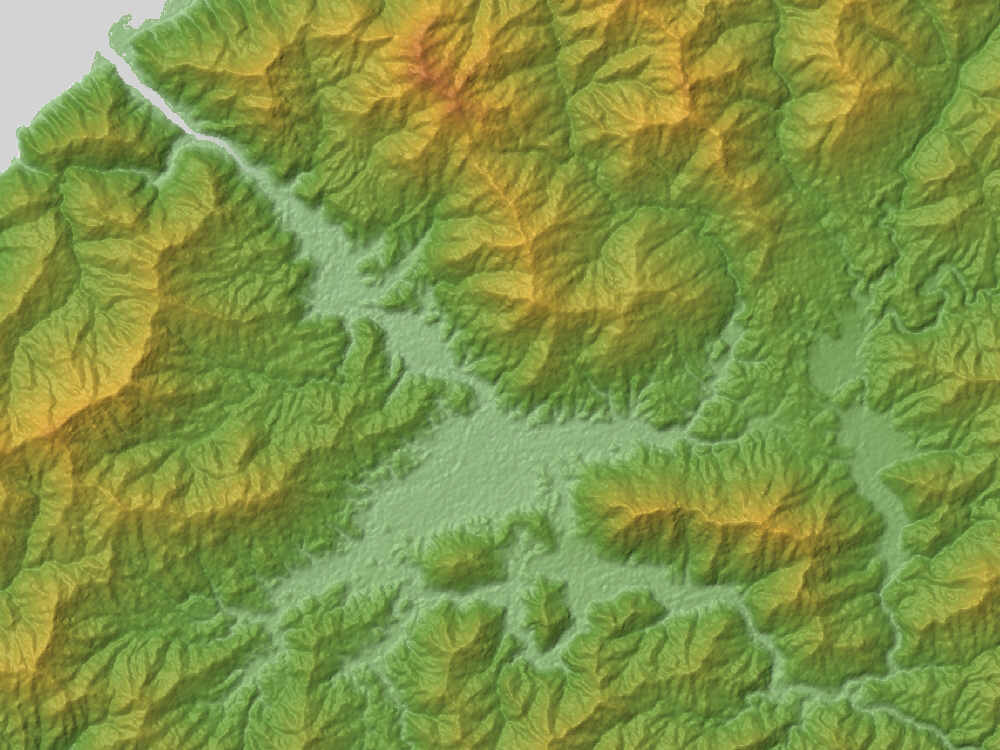
大洲盆地 肱川本流は右下から盆地（中央）を経て瀬戸内海（左上）へ
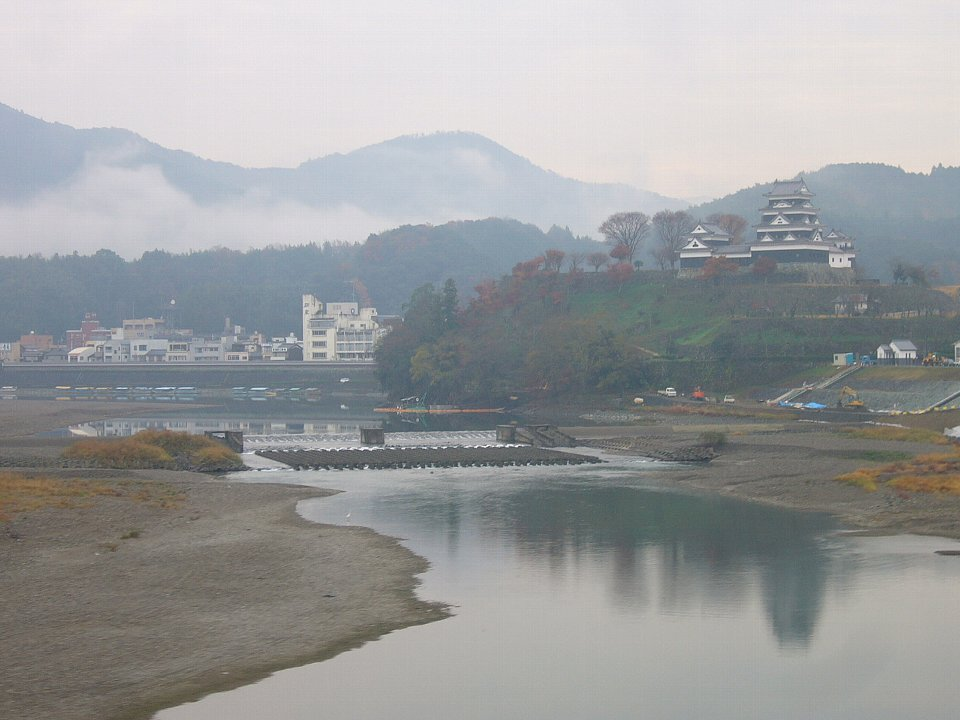
大洲城と肱川
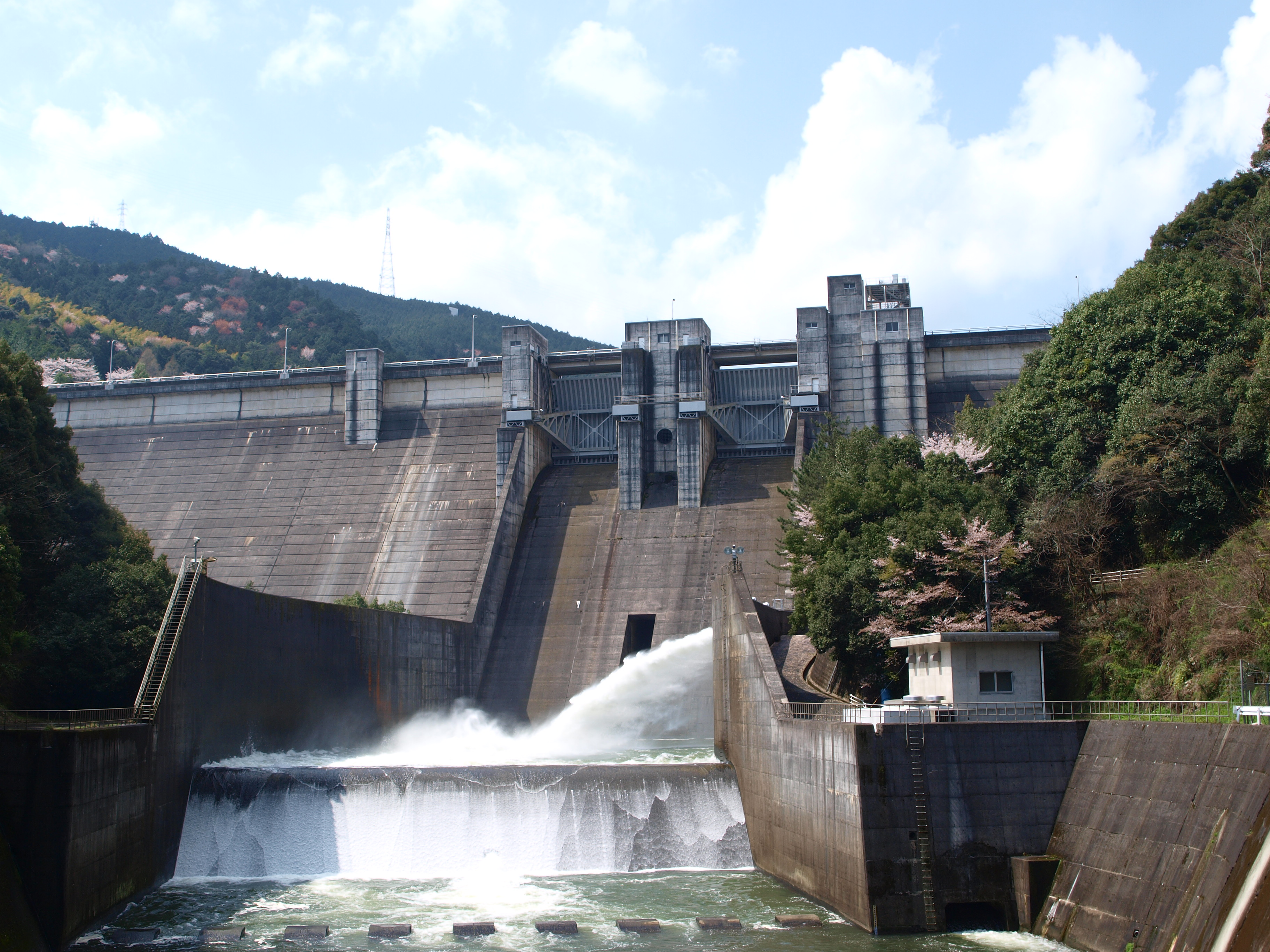
野村ダム

## 周辺
ダム湖の鹿野川湖はヘラブナ釣りの名所として知られる。冬になると3,000羽ものオシドリの大群が当地で冬を越す。春は湖畔の桜が咲く。周辺は肱川県立自然公園に指定されており、豊かな自然環境が保護されている。

## 交通アクセス
公共交通機関
JR予讃線・伊予大洲駅から路線バス（宇和島バス・大成行）に乗車、バス停「鹿野川大橋」にて下車。
自家用自動車
大洲市中心市街地から国道197号を肱川町方面へ。自動車で約30分間。

### 関連文献
- 平山健・片田正人「愛媛県肱川ダム地点地質調査報告」『地質調査所月報』第3巻第8号、産業技術総合研究所地質調査総合センター、1952年、30 - 33頁。
- 近藤信興「愛媛県肱川沿岸地すべりについて」『地質調査所月報』第12巻第10号、産業技術総合研究所地質調査総合センター、1961年、1 - 12頁。
- 樋口哲司・設楽武久・久保光「鹿野川ダム貯水池周辺の地すべりについて(その1)」『土と基礎』第9巻第6号、土質工学会、1961年12月15日、37 - 52頁。
- 樋口哲司・設楽武久・久保光「鹿野川ダム貯水池周辺の地スベリについて(その2)」『土と基礎』第10巻第1号、土質工学会、1962年2月15日、36 - 43頁。
- 鈴木幸一・渡辺政広・山本裕規「1995年7月梅雨前線豪雨による肱川の洪水災害について」『自然災害科学』第15巻第2号、自然災害科学会、1996年7月30日、117 - 124頁。